# Condado de Washington (Utah)
O Condado de Washington (em inglês:  Washington County) é um dos 29 condados do estado norte-americano de Utah. A sede e maior cidade do condado é St. George. Foi fundado em 1852 e assim nomeado em homenagem a George Washington, o primeiro Presidente dos Estados Unidos.
O condado possui uma área de 6 293 km², dos quais 6 284 km² estão cobertos por terra e 9 km² por água, uma população de 138 115 habitantes, e uma densidade populacional de 22 hab/km² (segundo o censo nacional de 2010). É o quinto condado mais populoso de Utah.